# Borkowice (województwo mazowieckie)
Borkowice – wieś w Polsce położona w województwie mazowieckim, w powiecie przysuskim, w gminie Borkowice. Ma status sołectwa. Przez wieś przebiega droga wojewódzka nr 727.
Miejscowość jest siedzibą gminy Borkowice oraz rzymskokatolickiej parafii Świętego Krzyża.

## Położenie
Wieś leży na Wyżynie Kielecko-Sandomierskiej w mezoregionie Wzgórz Koneckich, w paśmie Garbu Gielniowskiego, w zlewni rzeki Radomki, lewego dopływu Wisły.

## Historia
Pierwsze wzmianki o osadzie pochodzą z 1308. Właścicielami dóbr byli Duninowie-Borkowscy, w XVII wieku Szaniawscy, później Włoch Jan Dziboni, od XVIII wieku do 1872 Małachowscy (dobra nabył Stanisław Małachowski). W 1872 dobra nabył Jan Tarnowski z Dzikowa, od 1895 własność Stefana i Marii Dembińskich.
W 1903 Dembińscy urządzili tu rodową rezydencję w pałacu w stylu eklektycznym projektu Władysława Marconiego i Zygmunta Hendela. Pałac w swoim wyglądzie nawiązuje do neogotyku francuskiego, a wokół niego powstał park w stylu angielskim. W parku znajdowały się między innymi groty, statua i kopiec, usypany na wzór krakowskiego.
W lipcu 2021 r. w wyrobisku działającej wówczas kopalni iłów paleontolodzy odkryli niezwykle liczny zespół skamieniałych tropów dinozaurów sprzed 200 mln lat, określony jako jeden z najbogatszych na świecie.
Prywatna wieś szlachecka, położona była w drugiej połowie XVI wieku w powiecie radomskim województwa sandomierskiego.
W latach 1954–1972 wieś należała i była siedzibą władz gromady Borkowice. W latach 1975–1998 miejscowość administracyjnie należała do województwa radomskiego.

## Zabytki
- pałac Dembińskich, eklektyczny z 1903 z parkiem w stylu angielskim
- neogotycki kościół parafialny z lat 1829–1845, wewnątrz m.in. figura św. Antoniego – odlew ołowiany z 1646 lub wg innych przekazów rzeźba wykonana z samorodka rudy ołowiu – galeny, znalezionego na Karczówce.
- spichlerz kryty gontem z końca XIX wieku,
- cmentarz z nagrobkami z XIX/XX wieku, m.in. grób Dembińskich

## Związani z Borkowicami
- ksiądz Jan Wiśniewski – miejscowy proboszcz, historyk, archeolog, poeta, bajkopisarz i etnograf